# دامرجوگ
دامرجوگ یک شهرک در جیبوتی است که در منطقه عرتا واقع شده‌است.

## خصوصیات
دامرجوگ ۶۰۰ نفر جمعیت دارد و ۲۰ متر بالاتر از سطح دریا واقع شده‌است.